# 벽진중학교
벽진중학교(碧珍中學校)는 대한민국 경상북도 성주군 벽진면 수촌리에 있는 공립 중학교이다.

## 학교 연혁
- 1975년 5월 28일 : 벽진중학교 개교
- 1976년 3월 1일 : 학칙 변경 (9학급 인가)
- 2006년 3월 1일 : 도교육청 지정 교육행정정보시스템 시범학교(2년간)
- 2009년 3월 2일 : 도교육청 지정 교원능력개발평가 선도(시범)학교(1년간)
- 2023년 9월 1일 : 제23대 황경숙 교장 취임
- 2024년 1월 5일 : 제47회 졸업식(졸업생 9명, 총 졸업생수 2,806명)
- 2024년 3월 4일 : 입학식(신입생 8명)

## 참고 자료
- 벽진중학교 - 한국교육학술정보원 학교알리미